# Carmen Córdova
Carmen Córdova (Buenos Aires, 1929 - 2011) va ser una arquitecta argentina que va formar part del Grup OAM (Organización de Arquitectura Moderna). Va ser la primera, i única fins a 2015, degana de la Facultat d'Arquitectura, Disseny i Urbanisme (Universitat de Buenos Aires) el 1994. El 2004 va rebre el Premi Trajectòria Artística del Fons Nacional de les Arts.

## Biografia
Carmen Córdova pertanyia a una família d'idees avançades i progressistes, filla de l'escriptor Cayetano Córdova Iturburu. Va créixer envoltada d'un món intel·lectual i cultural que la va portar a estimar les arts: va dedicar 14 anys de la seva vida a la dansa estudiant en el Conservatori Nacional, va escriure prosa, va pintar i també va dedicar-se esporàdicament a la interpretació. Va ser en l'estudi del pintor Emilio Pettoruti, on va estudiar pintura gairebé al final de la seva carrera, on va conèixer a qui seria el seu col·lega d'OAM, el seu soci i marit l'arquitecte Horacio Baliero, amb qui van tenir tres filles. Va morir el 2011.

### Trajectòria

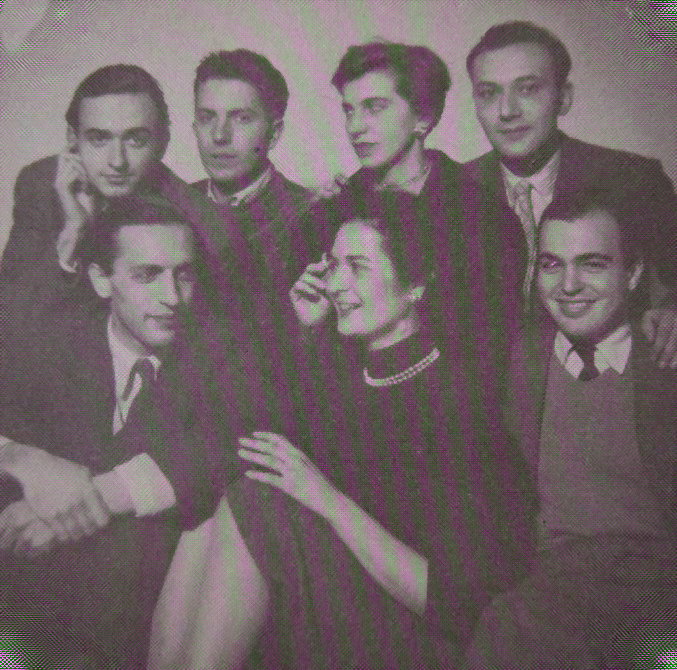
Organización de Arquitectura Moderna (OAM)

El grup OAM va ser fundat a instàncies de Tomás Maldonado i Alfredo Hlito, del qual van formar part, a més de Córdova i Baliero, Jorge Bullrich, Juan Manuel Borthagaray, Alicia Cazzaniga, Gerardo Clusellas, Jorge Goldemberg, Jorge Grisetti i Eduardo Polledo. El grup OAM a més d'interessar-se per l'arquitectura eren amants de totes les arts i la seva expressió conjunta. Tenien la seu en un edifici del carrer Cerrito de Buenos Aires, que va ser un bressol de la modernitat arquitectònica de la ciutat. Allí va funcionar l'estudi de Maldonado, Hlito i Carlos Méndez Mosquera, que donaria lloc a l'editorial Nueva Visión, fonamental en la traducció de textos de la modernitat al castellà; l'escultor Enio Iommi en un altre pis i en l'altell treballaven els joves estudiants Justo Solsona, Ernesto Katzenstein i Eduardo Bell.
Al costat de Justo Solsona i Ernesto Katzenstein es va iniciar com a docent en la càtedra de Wladimiro Acosta, amb qui segurament va aprendre des del reconeixement del valor de l'arquitectura moderna la crítica sobre el mateix moviment, i n'eren fonamentals les idees d'Acosta respecte al clima.
La pertinença a OAM va transformar per sempre la manera d'entendre l'arquitectura per a Carmen Córdova, especialment els textos de Le Corbusier, i la referència estètica i arquitectònica de Max Bill. Aquest moment va coincidir amb el seu treball com a dibuixant, al costat de Solsona i Katzenstein, del Pla per al Barri Sud de la ciutat de Buenos Aires, dirigit per Antonio Bonet.
En aquests mateixos anys va viatjar a Brasil a presentar la revista Nueva Visión en companyia d'Horacio Baliero. Es van quedar sis mesos allí coneixent l'arquitectura més influent del moment, especialment Oscar Niemeyer, per qui va sentir una gran admiració. La seva influència es reflecteix en el concurs que van guanyar el 1961 per al cementiri de Mar del Plata, que incloïa una ala per al cementiri israelita, que va ser transformat en capella en el següent cop militar del 1966.
Igual que molts membres d'OAM Carmen era docent universitària, càrrec que va abandonar després de la cruenta acció contra estudiants de la dictadura el 1966, coneguda com la “nit dels bastons llargs”.
Carmen Córdova i Horacio Baliero van guanyar el concurs del Col·legi Major Universitari Hispanoargentí Nuestra Señora de Luján a Madrid, la qual cosa els va portar a traslladar-se a viure-hi amb les seves tres filles el 1966. A Madrid es van associar amb Javier Feduchi Benlliure per poder dur endavant l'obra, que va veure's modificada en la seva materialitat atenent al clima i les capacitats tecnològiques locals. El 2004 el govern d'Espanya va declarar patrimoni l'edifici.
El 1986 va ser triada secretària acadèmica en el deganat de Juan Manuel Borthagaray en la FADU-UBA durant dos mandats, i després ella mateixa seria nomenada degana. El període que ells van dirigir va canviar completament l'organització de la casa d'estudis. Van crear les carreres de Disseny Gràfic i de Disseny Industrial, basant-se en matèries optatives que es dictaven en arquitectura. El 1989 es van sumar a l'oferta formativa de la facultat les carreres de Disseny d'Indumentària i Tèxtil, la de Disseny de Paisatge i la de Disseny d'Imatge i So, aquest últim fruit del treball compartit amb l'arquitecta Graciela Raponi i de la passió de Córdova pel cinema. Passats gairebé 30 anys, malgrat la resistència dels acadèmics i professionals més tancats i elitistes, la creació d'aquestes carreres en el si de la facultat ha demostrat ser un encert que reflectia la varietat d'interessos a l'interior de la facultat.
El 1994 va ser triada degana de la FADU per unanimitat; malgrat aquest suport, no va poder concretar el seu somni d'una carrera que fos més propera als ideals de la Bauhaus que tant admirava. Va ser una experiència decebedora en termes polítics, ja que va renunciar al costat del seu vicedegà de manera irrevocable el 1996, i li va portar a no voler veure's implicada en cap projecte ni activitat pública en els últims anys de la seva vida. El 2001 Carmen Córdova va escriure un llibre, Memòries de modernitat, com a resposta rebel a un món global i injust que no la satisfeia i amb el qual estava totalment en desacord.

## Publicacions
- La síntesis dialéctica. Pasaron muchas cosas en el verano de 1923.[7]
- Reflexiones en “Horacio Baliero/Ernesto Katzenstein: una arquitectura de síntesis”.[8]